# Holdeurner Irdenware
Holdeurner Irdenware (niederländisch Holdeurns aardewerk; auch Nijmeegs aardewerk oder Nijmeegs-Holdeurns aardewerk genannt) ist ein Keramiktyp, der im ersten und zweiten nachchristlichen Jahrhundert des Römischen Reichs auf dem Gebiet der heutigen niederländischen Gemeinde Berg en Dal durch römische Legionäre produziert wurde.

## Produktionsort

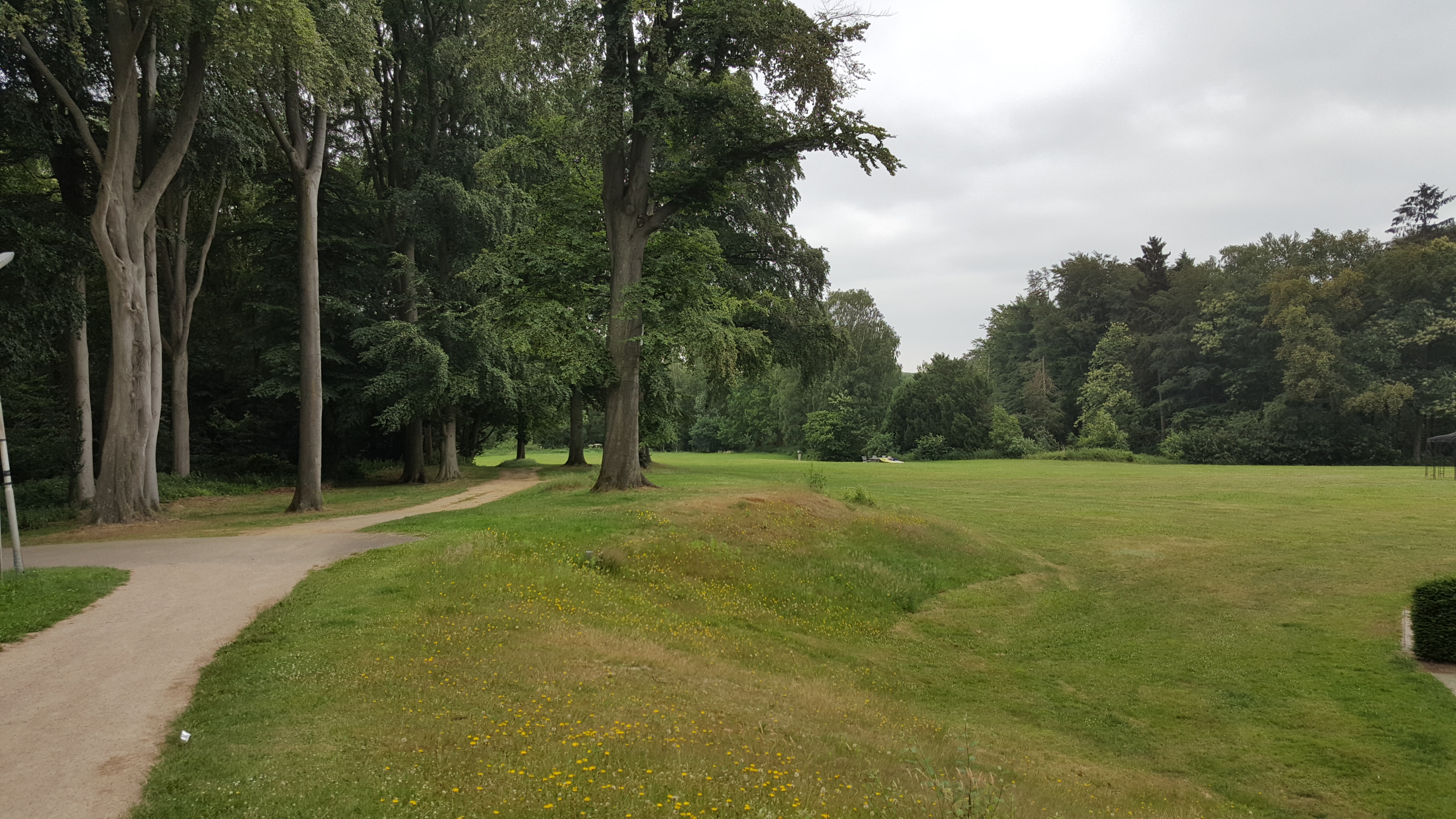
Bereich der Fundstellen auf dem Holdeurn (Zustand Sommer 2018)

Berg en Dal ist ein erst 2015 zustande gekommener Gemeindezusammenschluss der ehemals selbständigen Gemeinden Groesbeek, Millingen am Rhein und Ubbergen in der Provinz Gelderland südöstlich von Nijmegen. Holdeurn ist eine zu Groesbeek gehörende Bauerschaft nahe der deutsch-niederländischen Grenze. Die Fundstellen befinden sich auf dem Gelände des ehemaligen Holthurnschen Hofes, eines Landguts aus dem 19. Jahrhundert, in dem sich heute ein Hotel-Restaurant befindet. Zwei der Fundstellen sind als Reichsmonumente ausgewiesen, eine südlich, eine nördlich der Oude Kleefsebaan, einer von Nijmegen nach Kranenburg führenden Nebenstraße.

## Befunde und Geschichte
Bei großflächigen Ausgrabungen in den Jahren 1938 bis 1942 waren dort insgesamt fünf große ovale Ziegelöfen, vier Töpferöfen und mehrere kleinere Feldöfen freigelegt worden, ferner mindestens drei Gebäude zur Trocknung und Lagerung von Ziegel- und Keramikprodukten, Keller und Werkstätten, sowie Spuren von Wohngebäuden, die auch auf die Existenz einer Villa rustica hindeuten könnten. Die Produktionsstätten befanden sich im Norden, die Wohnbereiche im Süden des Geländes. Unterteilt wurde dieser Bereich durch einen Bachlauf, der heute trocken gefallen ist, in antiker Zeit aber für die notwendigen Frischwassermengen für Produktion und Bewohner gesorgt hat. Die Ausgrabungen standen unter der Leitung von Jan Hendrik Holwerda und Wouter C. Braat. Die ersten Publikationen zu den Funden und Befunden erschienen 1944 und 1946.
Die Produktionsanlagen wurden vermutlich in frühflavischer Zeit durch spezialisierte Arbeitskommandos der Legio X Gemina errichtet, die seit dem Jahr 71 n. Chr. im Kastell auf dem Hunnerberg im späteren Ulpia Noviomagus Batavorum stationiert war. Auch nach dem Abzug der Legio X im Jahr 104 wurde die Fabrikation fortgesetzt, möglicherweise durch die der Legion folgenden Vexillationen. Insgesamt lässt sich die Herstellung von Keramik und Backsteinen auf dem Holdeurn bis in die Regierungszeit des Severus Alexander (222–235) nachweisen.

## Keramik

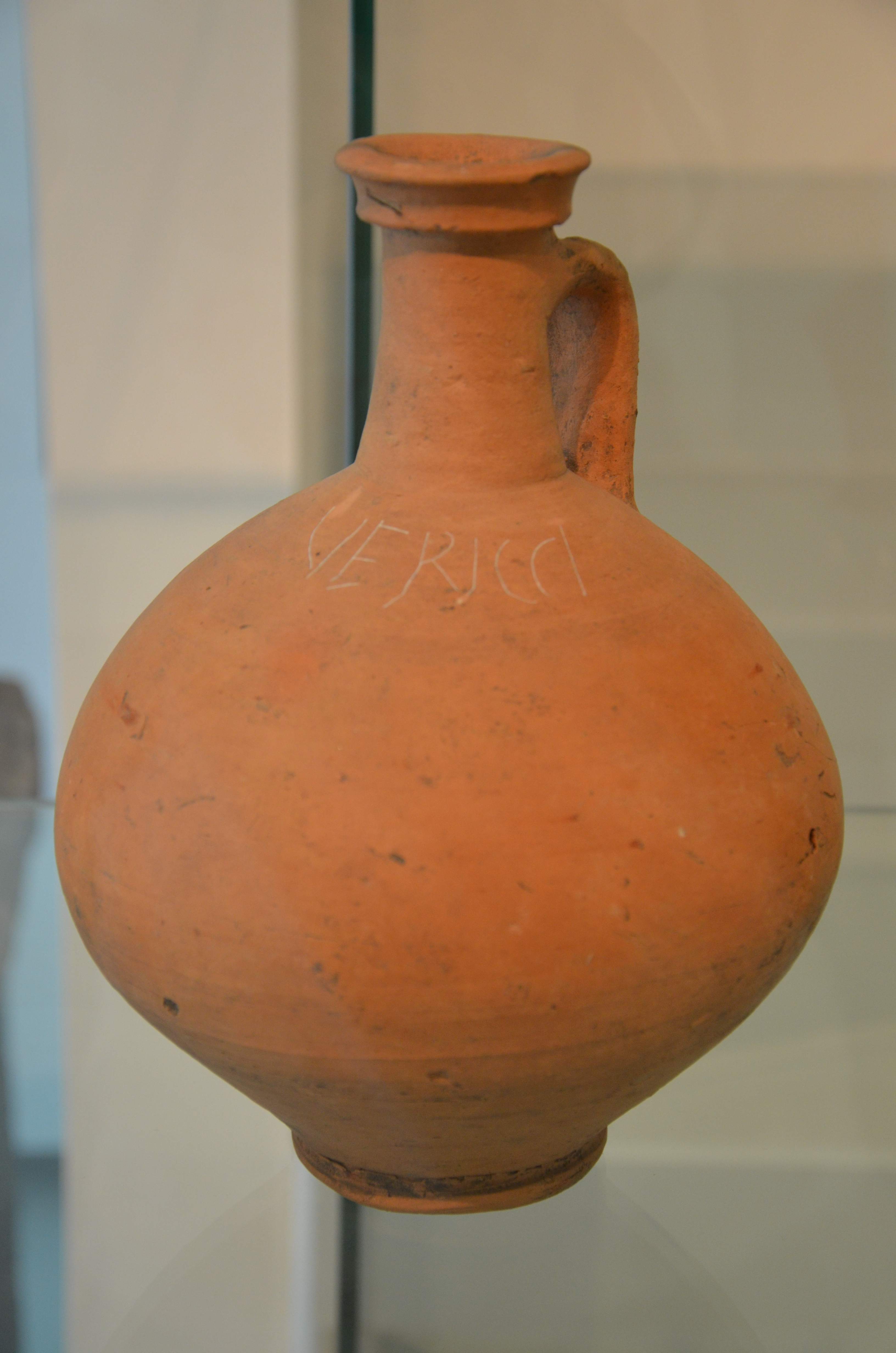
Krug aus Holdeurner Irdenware mit Ritzinschrift VERICCI
Datierung um 105–125
FO: Hunnerberg
AO: Museum Het Valkhof

Die Holdeurner Irdenware fällt in erster Linie durch ihre orange bis schwach ins gelblich gehende Färbung auf. Aufgrund unterschiedlicher Qualitäten und Oberflächenbeschaffenheiten können verschiedene Kategorien differenziert werden.

### Feine Holdeurner Ware
Die so genannte Feine Holdeurner Irdenware ist in der Regel dünnwandig, oft poliert oder – ähnlich wie die Terra sigillata – mit einer feinen Schicht aus Glanzton (Engobe) überzogen. Neben den glattwandigen Gefäßen, zumeist Platten, Schüsseln oder Bechern, gibt es auch verschiedene Arten dekorierter Keramikformen:
- Lampen, Krüge und Geschirr, das – auch hierin der Terra sigillata nicht unähnlich – mittels reliefbildender Gussformen hergestellt wurde.
- Aufgetragene plastische Dekorelemente wie Gesichter, die teilweise oder gänzlich handgefertigt waren.
- Barbotine-Dekor wurde hauptsächlich bei großen Schüsseln und Bechern verwendet. Die figurativen Elemente variieren von einfachen Wedeln und Blättern bis zur komplizierteren Darstellung von Tieren. Zuweilen besteht hierbei die Verzierung aus weißem Tonschlicker, in der Regel jedoch hat die Dekoration dieselbe Färbung wie das eigentliche Gefäß.
- Einige Formen ahmen Gefäße nach, die gewöhnlich aus Metall oder aus Glas hergestellt wurden.[10]

Bei keinem einzigen Fundstück wurde die Qualität des Terra-sigillata-Überzuges erreicht. Auch dickflüssige Engoben, wie sie beispielsweise von der Wetterauer Ware her bekannt sind, kommen nicht vor. Ob diese beiden Umstände ihre Ursache in mangelnder handwerklicher Fertigkeit und Erfahrung oder in der Minderwertigkeit des vor Ort zur Verfügung stehenden Tons haben, muss dahingestellt bleiben, wobei in Anbetracht des langen Produktionszeitraumes letzteres plausibler erscheint.

### Grobkörnige Ware
Das Formenspektrum der grobkörnigen, rauhwandigen Ware setzt sich wie die vergleichbare, imperiumsweit verwendete graue, grobe Gebrauchskeramik aus Töpfen, großen Schüsseln, Geschirr, Krügen und Mortaria zusammen, weist jedoch zum Teil andere Randprofile auf als das herkömmliche Material.

### Übergangsformen
Die Masse der Gefäße, die auf dem Holdeurn produziert wurden, ist weniger grob als die zuletzt beschriebene Ware, erreicht aber bei weitem nicht die Qualität der feinen Holdeurner Irdenware. Sie ist, bis auf die Färbung, am ehesten mit der glattflächigen weißen Keramik vergleichbar, wie sie während des letzten Viertels des ersten und zu Beginn des zweiten Jahrhunderts nahezu überall in Gebrauch war.

## Ziegel
Neben der Keramikproduktion war naturgemäß die Herstellung von Backsteinen ein Tätigkeitsschwerpunkt der auf den Holdeurn abkommandierten Legionäre. Insbesondere die beiden Dachpfannenformen der Tegulae und Imbrices sowie verschiedene andere Ziegelformen gehörten zur Produktpalette.

## Verbreitung
Schon die Entdecker des Ziegel- und Töpferzentrums von De Holdeurn, Holwerda und Braat waren von einer nur lokalen Verbreitung der Holdeurner Irdenware ausgegangen. Durch eine jüngere Neuauswertung der Grabungsbefunde und -funde wurde diese Annahme bestätigt. Danach bleibt die Verbreitung dieser Keramik im Wesentlichen auf das Lager auf dem Hunnerberg und die Canabae legionis beschränkt, wo sie immerhin 19,6 % bzw. 21 % des keramischen Fundmaterials ausmacht. Auch in Castra Herculis konnte die Feine Irdenware nachgewiesen werde. Nur vereinzelt ist sie hingegen in den batavischen Siedlungen der Umgebung anzutreffen.
Die Ziegel der Legio X Gemina hingegen konnten durch ihre Stempel in der gesamten Provinz Germania inferior, von der Nordseeküste bis hinauf nach Bonn nachgewiesen werden.

## Präsentation
Im Eingangsbereich des Holthurnschen Hofes konnte mit Artefakten aus den Beständen des Depots des Gelders Archeologisch Centrum (GAC) (deutsch: Gelderländisches Archäologisches Zentrum) eine Kleinstausstellung realisiert werden. Ergänzt werden die dort präsentierten Fundstücke durch Photographien von den Ausgrabungen Ende der 1930er/Anfang der 1940er Jahre. Darüber hinaus wurde ein Schaukasten in Form eines Videozeitfensters installiert, durch das audiovisuell weiteres Wissen über den römischen Produktionsort vermittelt wird.